# Alvin and the Chipmunks: Chipwrecked: Music from the Motion Picture
Alvin and the Chipmunks: Chipwrecked: Music from the Motion Picture è la colonna sonora del film Alvin Superstar 3 - Si salvi chi può! ed è stata pubblicata il 15 novembre 2011, tre settimane prima che il film debuttasse nelle sale.

## Il disco
Questo CD si può considerare il terzo album dei Alvin and the Chipmunks, e della loro casa di produzione, la Bagdasarian Productions dopo anni di silenzio. Inoltre si tratta dei 46º album del gruppo. Questo Cd non contiene canzoni classiche del gruppo, ma cover di diversi artisti come Katy Perry (Firework), LMFAO (Party Rock Anthem) o Lady Gaga (la celeberrima Bad Romance).

## Tracce
1. Party Rock Anthem
2. Bad Romance
3. Trouble
4. Whip My Hair
5. Vacation (feat. Basko!)
6. We Have Arrived (feat. Classic) (Rae)
7. Say Hey
8. Real Wild Child (Wild One) (feat. Nomadik)
9. S.O.S.
10. We No Speak Americano/Conga (feat. Barnetta DeFonseca)
11. Survivor
12. Born This Way/Ain't No Stoppin' Us Now/Firework

## Tracce bonus
1. Club Can't Handle Me
2. Hello
3. Love Train
4. Fly
5. Help
6. Jungle Boogie
7. Holiday
8. We'll Be Alright